# Polymère hyperbranché

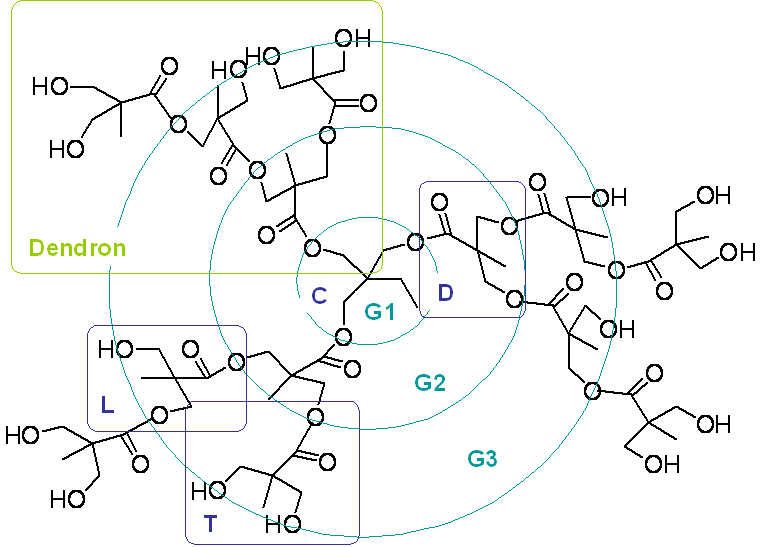
Exemple de polymère hyperbranché : Blocks de construction : L (unité linéaire), T (unité terminale), D (unité dendritique) ; Cœur : C (unité pseudo-centrale) ; Pseudo-génération : G1, G2 et G3 ; P : point de ramification.

Les polymères hyperbranchés sont des polymères tridimensionnels hautement ramifiés au hasard, ayant un grand nombre de groupes terminaux. Ils sont constitués de chaînes réunies par un cœur commun, le pseudo-centre.
Contrairement aux dendrimères, leur structure n’est pas régulière, ou hautement symétrique, à cause de la possibilité de formation de segments linéaires. Les polymères hyperbranchés ont quelques propriétés en commun avec les dendrimères, mais ils sont plus accessibles au niveau de la synthèse. Ces polymères présentent une alternative potentielle pour les dendrimères parfaitement ramifiés,.

## Synthèse
Les polymères hyperbranchés sont obtenus à partir de monomères de type ABx où x ≥ 2. Les groupes fonctionnels A et B réagissent, en général par polymérisation par étapes, pour former des liaisons covalentes A-B. Le degré de branchement dépend de la statistique de la réaction, des encombrements stériques et de la réactivité des groupes. Dans ces conditions on obtient une structure fortement ramifiée, peu régulière et contenant des segments linéaires porteurs de groupes B successifs qui n’ont pas réagi.

## Degré de branchement
Les polymères hyperbranchés sont caractérisés par leur degré de branchement (DB) défini par Fréchet et al. Il s'obtient au moyen de la formule :
DB = (D + T) / (D + T + L)
Avec :
- T : unité terminale : aucun groupe B du monomère concerné n'a réagi ;
- L : unité linéaire : 1 à x-1 groupes B ont réagi ;
- D : unité dendritique : tous les groupes B ont réagi.

Le DB varie de 0 pour les polymères linéaires à 1 pour les polymères parfaitement ramifiés, les dendrimères.
Les statistiques montrent que la polymérisation de monomères AB2 par exemple donne un DB de ~0.5.

## Masse molaire
La détermination de la masse molaire des polymères hyperbranchés peut être effectuée par les méthodes suivantes :
- RMN du proton : cette méthode n’est fiable que dans le cas de polymères de basse génération contenant des groupements identifiables par cette méthode dans leur cœur.
- Chromatographie d'exclusion stérique : cette méthode ne donne pas des résultats fiables avec les systèmes de calibrage standard comme les étalons polystyrènes linéaires car à masse égale le rayon de giration d’une molécule hyperbranchée est inférieur à celui d’une macromolécule linéaire d’où le besoin d’utiliser les dendrimères standard de Tomalia : PAMAM de polymolécularité 1.08 pour la génération 10.
- Diffusion dynamique de la lumière : cette méthode ne peut être utilisée qu’avec les polymères hyperbranchés de génération élevée, car les autres ont un rayon de giration trop faible pour pouvoir être analysés par cette méthode.
- Matrix-assisted laser destortion/ionization mass spectrometry – Time of flight (MALDI-TOF) : c'est la méthode la plus utilisée pour déterminer la masse molaire de ce type de polymère.

## Propriétés
Les propriétés des polymères hyperbranchés dépendent de leur squelette intrinsèque et de leurs fonctions terminales. La modification de ces caractéristiques peut modifier les propriétés suivantes :
- Squelette intrinsèque : flexibilité, thermostabilité, structure amorphe ;
- Fonctions terminales : réactivité, polarité ;
- Squelette intrinsèque et fonctions terminales : viscosité, solubilité, transition vitreuse.

## Applications
Les applications des polymères hyperbranchés dépendent de leur squelette intrinsèque, leurs fonctions terminales et leurs cavités internes. En jouant sur ces caractéristiques les applications suivantes sont possibles :
- Fonctions terminales : adhésif, catalyseur ;
- Squelette intrinsèque et fonctions terminales : modificateurs de rhéologie, composant de renforcement ;
- Cavités internes : système de livraison de médicaments par encapsulation.